# Dictatura majorității
Dictatura majorității (sau tirania majorității) este o slăbiciune inerentă a democrației directe și a luării deciziilor prin vot majoritar⁠(d), când majoritatea electoratului își urmărește propriile interese în detrimentul celor ale minorităților. Acest lucru duce la oprimarea⁠(d) unor grupuri minoritare comparabilă cu cea pe care ar face-o un tiran⁠(d) sau un despot, după cum argumenta John Stuart Mill în celebra sa lucrare din 1859 Despre libertate.
Potențial, prin tirania majorității, o minoritate etnică, religioasă, politică, socială sau rasială displăcută sau defavorizată poate fi vizată deliberat pentru oprimare de către majoritatea care acționează prin intermediul procesului democratic.
Părintele fondator american Alexander Hamilton îi scria lui Thomas Jefferson de la Convenția Constituțională⁠(d), susținând aceleași temeri cu privire la utilizarea democrației directe pure de către o majoritate pentru a alege un demagog care, în loc să lucreze în beneficiul tuturor cetățenilor, ar începe să acționeze în detrimentul celor aflați în minoritate sau să lucreze doar pentru cei din eșalonul superior. Mecanismul colegiului electoral prezent în sistemul american indirect de alegere a președintelui⁠(d), precum și fenomenul electorilor necredincioși⁠(d) permis în cadrul acesteia, a fost, în parte, intenționat creat ca măsură de siguranță nu numai pentru a preveni un astfel de scenariu, ci și pentru a preveni utilizarea proceselor democratice pentru a răsturna democrația însăși în favoarea unui regim autoritar, dictatorial sau a altui sistem de guvernare opresiv. După cum se exprima Hamilton, un motiv pentru care a fost creat colegiul electoral a fost ca „funcția de președinte să nu cadă niciodată în mâinile cuiva care nu este dotat într-un grad eminent cu priceperea necesară”.
Scenariile în care apare o percepție a tiraniei sunt foarte specifice, și implică un fel de denaturare a precondițiilor democrației:
- Excesul de centralizare⁠(d): atunci când, într-o federație, puterea centralizată ia decizii care ar trebui să fie locale, încălcând angajamentul față de principiul subsidiarității. Soluții tipice, în această stare, sunt majoritățile concurente și supermajoritatea⁠(d).
- Abandonarea raționalității: când, după cum își amintea Tocqueville, o decizie „își întemeiază autoritatea de a conduce pe numărul oamenilor, nu pe corectitudine sau pe excelență".[4] Utilizarea de consultări publice⁠(d), organisme de consultanță tehnică⁠(d), și alte mecanisme similare ajută la a îmbunătăți raționalitatea deciziilor înainte de a fi votate. Revizuirea judiciară (de exemplu, declarația de nulitate⁠(d) a unei decizii sau controlul de constituționalitate al unei legi) sunt și ele metode tipice de remediere disponibile după votare.

În ambele cazuri, în contextul unui stat, limitele constituționale ale competențelor conferite unui corp legislativ, și introducerea unei Legi a Drepturilor au fost folosite pentru a contracara problema. Separarea puterilor (de exemplu o acțiune a legislativului și executivului supuse controlului puterii judecătorești) poate fi implementată pentru a preveni apariția acestei probleme pe plan intern în cadrul guvernului.

## Termeni folosiți
Un termen folosit în Grecia clasică și cea elenistică⁠(d) pentru conducerea populară oprimatoare a fost cel de oclocrație („conducere de către gloată”). Tirania⁠(d) însemna domnia unui singur om, indiferent dacă era sau nu dorită. 
James Madison se referea la această idee drept „violența facțiunii majoritare”, în The Federalist Papers, de exemplu în Articolul Federalist Nr. 10, în schimb John Adams folosea în 1788 expresia „tirania majoritații”. Acest nume a fost folosit și de Edmund Burke în Reflecții asupra Revoluției din Franța⁠(d) (1790), unde el spunea că „tirania unei mulțimi este o tiranie înmulțită.” A fost ulterior popularizată de John Stuart Mill în Despre libertate (1859). The Federalist Papers și expresia sunt utilizate cel puțin o dată în prima continuare a romanului Uman, prea uman⁠(d) (1879). Ayn Rand scria că drepturile individuale nu pot fi supuse votului public și funcțiunea politică a drepturilor este tocmai aceea de a proteja minoritățile de opresiune din partea majorităților și că „cea mai mică minoritate de pe pământ este individul”.
În eseul din 1965 al lui Herbert Marcuse „Toleranță represivă⁠(d)”, el spunea că „toleranța este extinsă asupra politicilor, condițiilor și modurilor de comportament care nu ar trebui să fie tolerate pentru că ele împiedică, dacă nu distrug, șansele de a crea o existență fără teamă și nefericire” și că „acest tip de toleranță întărește tirania majorității împotriva căreia protestează liberalii autentici”.
În 1994, savantul jurist Lani Guinier⁠(d) folosea sintagma ca titlu pentru o colecție de articole despre revizuirea legilor⁠(d).